# 그리스도교 일치 기도 주간

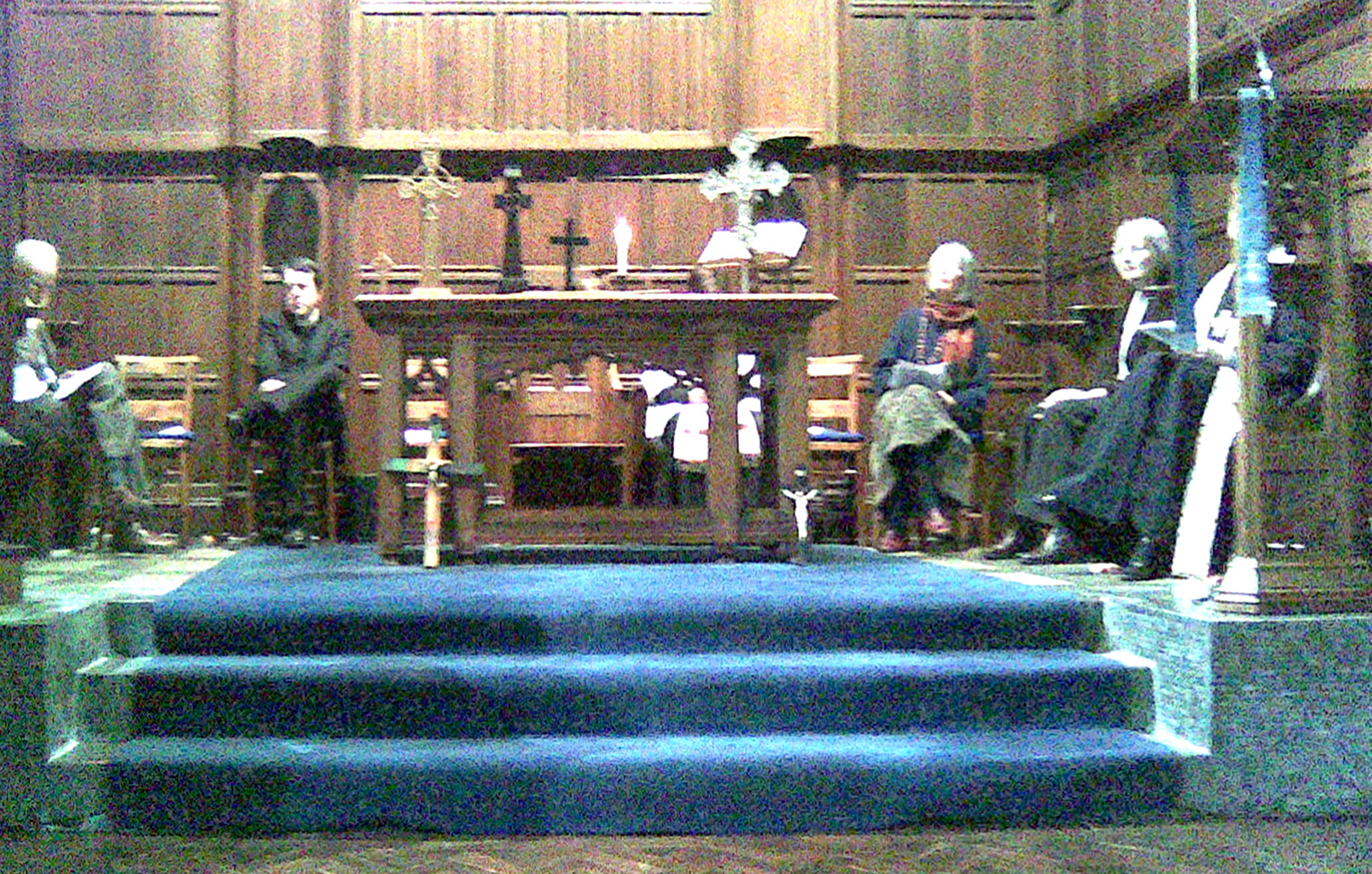
Christian crosses at a joint service for the Week of Prayer for Christian Unity.

그리스도교 일치 기도 주간은 세계의 모든 그리스도교 신자들이 교회 일치를 위한 지향으로 기도하는 주간이다. 매년 1월 18일부터 바오로 사도의 회심 축일인 1월 25일까지 8일 동안 거행된다. 이 일치 기도 주간의 날짜는 1908년 뉴욕 그레이모어(Graymoor)의 프란치스칸 형제회 공동창설자인 폴 와트슨(Paul Wattson) 신부의 제안에 따른 것이다. 그리고 프랑스 리용의 쿠튀리에(Couturier)는 이 운동을 널리 보급시켰다.
세계 교회 협의회(WCC: World Council of Churches)의 전신인 신앙직제운동은 1920년부터 성령강림축일에 일치를 위한 기도 주간을 발전시켰다. 그러나 1941년부터 쿠튀리에 신부의 기도 주간과 일치시키기 위하여 날짜를 변경하였다. 그래서 모든 그리스도인들이 다 함께 그리스도교 일치를 위해 동시에 기도할 수 있는 토대가 마련되었다. 1948년 세계 교회 협의회가 조직되었을 때 기도주간은 신앙직제위원회의 공식적인 후원을 얻게 되었다. 이리하여 1966년에는 각 교파 간의 위원회가 준비한 공동의 기도문이 전세계에 보급되었다. 가톨릭에서는 제2차 바티칸 공의회(1962-1965)의 결과물로 ‘일치 운동에 관한 교령'(일치의 재건 Unitatis Redintegratio, 1964년)을 발표하였고, ‘갈라진 형제 사이에서도 모든 그리스도인이 일치를 재건하려는 세계 교회 운동’인 일치 운동은 ‘삼위일체이신 하느님을 부르고 예수님을 주님이시며 구원자이시라고 고백하는 것’이라고 천명하였다. 2008년에는 기도 주간 시작 100주년을 기념하였다.
한국에서는 2014년 5월 22일 서울 정동 대한 성공회 서울대성당에서 '한국 그리스도교 신앙과 직제 협의회' 창립 총회가 열렸다. 협의회에는 한국천주교회와 한국정교회, 한국기독교교회협의회(이하 NCCK)와 NCCK에 속한 개신교 8개 교단 등이 참여한다. 이로써 천주교와 정교회, 개신교가 공식적 기구를 통해 일치를 증진시키고 선교적 협력을 할 수 있는 계기를 마련하였으며, 세계교회 차원의 신학적 협의를 한국적 상황에 맞게 전개시킬 수 있는 토대를 마련하였다.

## 같이 보기
- 교회 일치주의
- 세계 교회 협의회